# Verena von Strenge
Verena von Strenge (27 juli 1975) is een Duits zangeres en danseres. Zij is bekend geworden van de danceformatie Dune.
Verena's liefde voor dans begon toen ze jong was. Op vijfjarige leeftijd leerde haar grootmoeder, een voormalig ballerina, haar klassieke dans.
Verena begon haar carrière als danseres bij liveoptredens van deze groep. Dune bestond toen uit Oliver Froning, Jens Oettrich en Bernd Burhoff. In 1996 werd zij de leadzangeres.
Na drie albums met Dune - Expedicion, Live! en Forever - besloot Verena in 1997 om Dune te verlaten en een solocarrière te starten. In 1999 kwam ze terug bij Dune, de groep bracht eind 1999 de single Dark side of the moon uit. Vanwege juridische problemen konden de single Heaven en het album Reunion niet worden uitgebracht en stopte Dune voor onbepaalde tijd.

## Discografie

### Singles
- 1997 - Finally alone
- 1998 - Heartbeat
- 1998 - Part of your world
- 2002 - Rain & tears
- 2007 - Angels